# HD 87883
HD 87883 — звезда, которая находится в созвездии Малый Лев на расстоянии около 59 световых лет от нас. Вокруг звезды обращается, как минимум, одна планета.

## Характеристики
HD 87883 представляет собой оранжевый карлик главной последовательности. Это довольно тусклая звезда (0,3 солнечной светимости), которая имеет высокую хромосферную активность. Её масса и диаметр приблизительно равны 0,82 и 0,76 солнечных соответственно. Скорость вращения звезды вокруг своей оси равна 2,2 км/с.

## Планетная система
В 2009 году командой астрономов было объявлено об открытии планеты HD 87883 b. По своим характеристикам она напоминает Юпитер: имея массу около 1,78 массы Юпитера, она обращается на расстоянии 3,6 а. е. от родительской звезды. Таким образом, она не входит в обитаемую зону, которая располагается в данной системе на расстоянии 0,56 а. е.
| Планета | Масса (MJ) | Радиус (RJ) | Период обращения (дней) | Большая полуось орбиты (а. е.) | Эксцентриситет орбиты |
| ------- | ---------- | ----------- | ----------------------- | ------------------------------ | --------------------- |
| b       | ≥1,78±0,34 | ?           | 2754±87                 | 3,6±0,08                       | 0,53±0,12             |